# ヤヴォル公国

ヤヴォル公国
Księstwo Jaworskie  (ポーランド語)
Javorské knížectví  (チェコ語)
Herzogtum Jauer  (ドイツ語)

ヤヴォル公国（ポーランド語：Księstwo Jaworskie；チェコ語：Javorské knížectví；ドイツ語：Herzogtum Jauer）は、シロンスク公国群を構成していた公国の一つで、首都はヤヴォル。

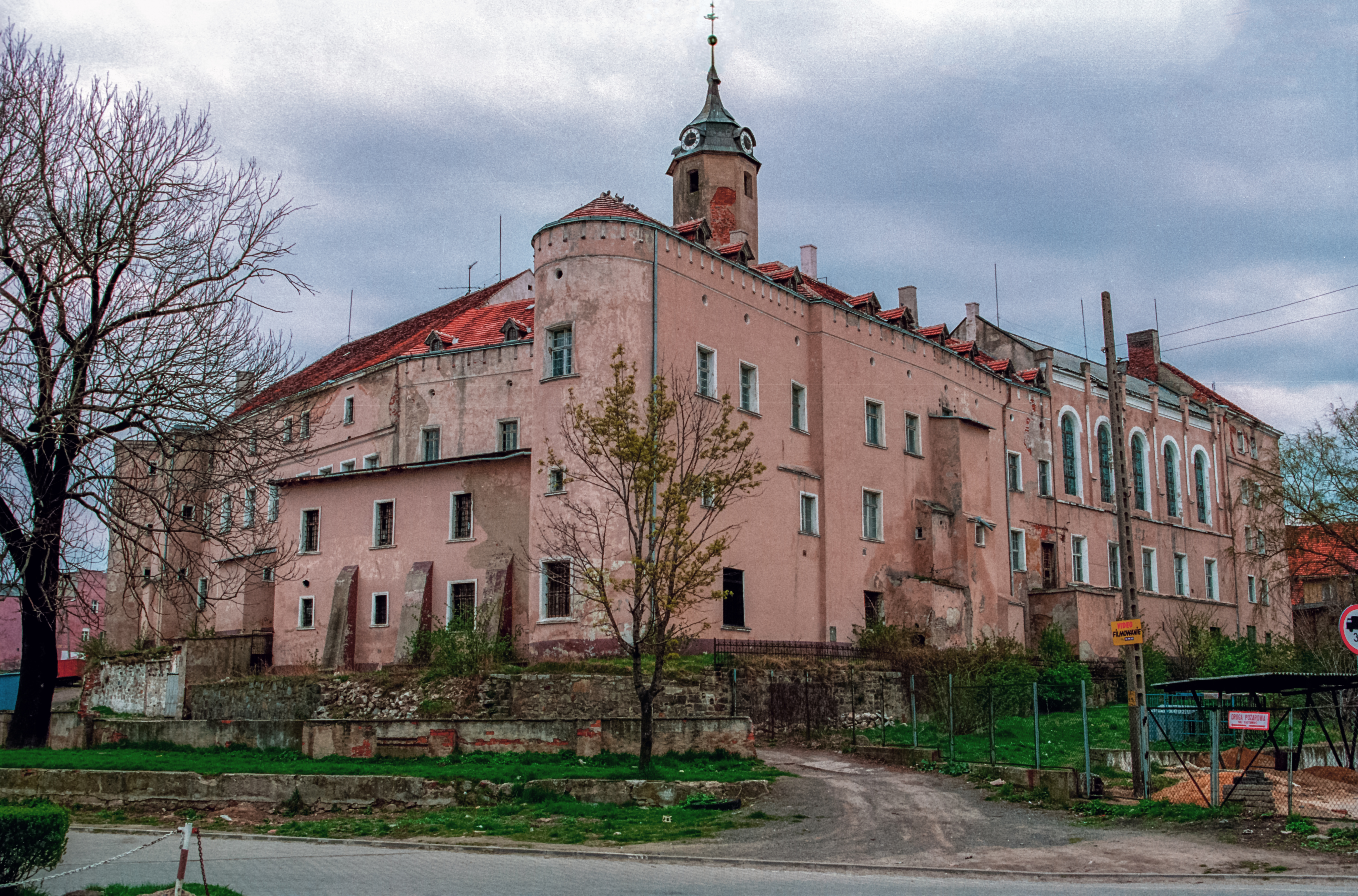
ヤヴォル城

ヤヴォル公国は1274年、低地シロンスクのレグニツァ公ボレスワフ2世が長男のヘンリク5世に与えた地域であった。1278年、父の後を継いでレグニツァ公爵になったヘンリク5世は、ヤヴォル一帯を弟のボルコ1世に譲った。ボルコ1世は1286年に死んだ弟ベルナルトからルヴヴェクを相続し、1291年には兄ヘンリク5世からシフィドニツァ及びジェンビツェを譲られた。両地域はもともと、従弟のヘンリク4世の死後にヘンリク5世が取得したヴロツワフ公国に属していた。公国は短期間ヤヴォル＝シフィドニツァ公国となった。
ボルコ1世の息子達が1312年に公国を分割相続した時、シフィドニツァとジェンビツェはヤヴォル公国から分かれ、ヤヴォルは次男のヘンリク1世が保持した。ヘンリク1世が1346年に死ぬと、ヤヴォルは甥のシフィドニツァ公ボルコ2世によって相続され、同時にシフィドニツァとの再統合がなされた。ボルコ2世はボヘミア王国に対して独立を維持していたシロンスク・ピャスト家最後の公爵であったが、後を継ぐべき子供が無く、1353年に姪のアンナと結婚した神聖ローマ皇帝兼ボヘミア王カール4世との間で相続に関する協定を結び、自分の死後は領国がボヘミア王国に併合されることを了承した。ボルコ2世は1368年に亡くなり、遺領を管理していた公爵未亡人アグネスが1392年に死ぬと、公国は正式にボヘミア王冠領の一部となった。